# Alan Stacey
Alan Stacey (n. 29 august 1933, Broomfield, Essex - d. 19 iunie 1960 Circuit de Spa-Francorchamps, Belgia) a fost un pilot englez de Formula 1 care a evoluat în Campionatul Mondial între anii 1958 și 1960.